# Las Równikowy Ituri

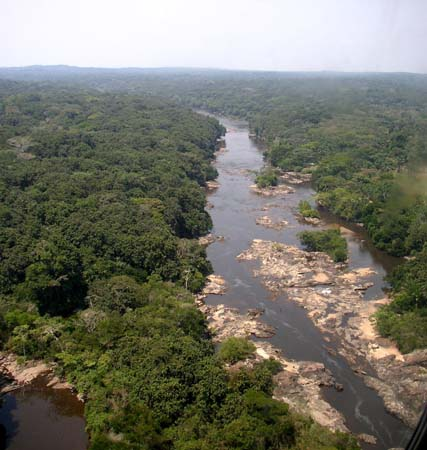
Rzeka Epulu w Lesie Równikowym Ituri

Las Równikowy Ituri (fr. La forêt équatoriale de l'Ituri), zwany też Aruwimi – wilgotny las równikowy w prowincji Ituri w północno-wschodniej części Demokratycznej Republiki Konga. Zajmuje powierzchnię około 63 000 km² i porasta tereny o wysokości bezwzględnej od 700 do 1000 m n.p.m. Średnia temperatura powietrza wynosi tu 31 °C, a wilgotność waha się w granicach 85%.
Las rozłożony jest wzdłuż biegu rzeki Aruwimi (w górnym biegu zwanej też Ituri) i jej dopływów (najważniejszy to Epulu). Około jednej piątej terenu lasu zajmuje Park Narodowy Okapi, wpisany na listę światowego dziedzictwa UNESCO. Jest to jedno z niewielu miejsc, gdzie zaobserwowano występowanie rzadkiego gatunku zwierząt okapi leśnego.
Las Ituri zamieszkany jest przez Pigmejów z plemienia Mbuti, prowadzących łowiecko-zbieraczy tryb życia.